# Aspidophyma subaptera
Aspidophyma subaptera är en insektsart som beskrevs av Marius Descamps och Christiane Amédégnato 1972. Aspidophyma subaptera ingår i släktet Aspidophyma och familjen gräshoppor. Inga underarter finns listade i Catalogue of Life.